# Wilhelm Gottfried Ploucquet
Wilhelm Gottfried Ploucquet est un médecin allemand, professeur de médecine à l'université de Tübingen, auteur de nombreux ouvrages médicaux et d'une bibliographie de médecine, né à Rotenberg (Wurtemberg) en 1744 et mort à Tübingen en 1814. 

## Biographie
Wilhelm Gottfried Ploucquet est issu d'une famille protestante française, réfugiée à Stuttgart après la révocation de l'édit de Nantes en 1685 ; il est le fils du philosophe et logicien Gottfried Ploucquet. Le taxidermiste Hermann Ploucquet fait partie de cette même famille.
Il étudie la médecine à l'université de Tübingen et obtient son doctorat en 1766 avec sa thèse De vi corporum organisatorum assimilatrici. En 1776, il est élu membre de l'Académie Léopoldine. 
En 1782, il est nommé professeur ordinaire de médecine à l'université de Tübingen et reste à ce poste jusqu'à sa mort.

## Œuvres
Wilhelm Gottfried Ploucquet est connu pour deux ouvrages : 
- en 1782, sa Dissertatio nova pulmonum docimasia, rééditée et augmentée en 1787 sous le titre Commentarius medicus in processus criminales supra homicidio, infanticidio et embryoctonia, expose la méthode qu'il a enseignée, à savoir l'examen des poumons pour déterminer scientifiquement la mort criminelle des nouveau-nés, apporte une contribution extrêmement importante à la médecine légale[3].
- en 1793-1800, il publie un ouvrage bibliographique de grande envergure, Initia bibliothecae medico-practicae realis, sive Repertorium med.-practicum et chirurgicum reale, en 12 volumes et 4 volumes de suppléments ; une suite, Litteratura medica digesta, est publiée en 1808, 1809 et 1814 en quatre volumes et un volume de suppléments.

Ploucquet a publié de nombreux autres petits traités médicaux et vétérinaires, ainsi que des manuels, en latin et en allemand : 
- Dissertatio de vi corporum organisatorum assimilatrice (Tübingen, 1766, in-4°) ;
- Warnung an das Publikum für einem in manchen Brannteweinen enthaltenen Gift samt den Mitteln es zu entdeken und auszuscheiden, Tübingen, Jakob Friedrich Heerbrandt, 1780 ;
- Dissertatio inauguralis sistens aetates humanas earumque jura, Tübingen, 1778, in-4° ; 1782, in-4° ;
- Vom menschlichen Alter und den davon abhangenden Rechten, Tübingen, Jakob Friedrich Heerbrandt, 1779 ;
- Über die physische Erfordernisse der Erbfähigkeit der Kinder, Tübingen, Jakob Friedrich Heerbrandt, 1779 ;
- Über den Holzmangel, und die Mittel, ihm abzuhelfen, Tübingen, Jakob Friedrich Heerbrandt, 1780 ;
- Skizze der Lehre von der menschlichen Natur : zum Gebrauch akademischer Vorlesungen, Tübingen, Jakob Friedrich Heerbrandt, 1782 ;
- De vertigine (1783) ;
- Dissertatio inauguralis medica qua disquiritur an febris putrida sit contagiosa, Tübingen, 1783, in-4° ;
- De morbis periodicis (1783, in-S°) ;
- De gonorrhæa masculina syphilitica (1785, in-4°) ;
- Fundamenta therapiae catholicæ : subjungitur calalogus corporum medicamentosorum usitatiorum, Tübingen, Jakob Friedrich Heerbrandt, 1785, in-4° ;
- De signis mortis diagnosticis (1785, in-8°) ;
- De anthrace venenato (1786, in-4°) ;
- De bubonibus inguinalibus syphiliticis (1786, in-8°) ;
- Commentarius medicus in processus criminales supra homicidio, infanticidio et embryoctonia, Strasbourg, A. Koenig, 1787, in-8° (lire en ligne) ;
- Vertrauliche Erzählung einer Schweizer-Reise im Jahr 1786 in Briefen, Tübingen, Jakob Friedrich Heerbrandt, 1788 ;
- Triga observationum medico-practicarum (1787, in-4°) ;
- Abhandlung über die gewaltsame Todesarten. Nebst einem Anhang von dem geflissentlichen Missgebähren. Als ein Beytrag zu der medicinischen Rechtsgelahrtheit, Tübingen, Jakob Friedrich Heerbrandt, 1787 ;
- De febribus nervicis (1788, in-4°) ;
- Sciagraphia phthiseos nosologica (1789, in-4°) ;
- Über einige Gegenstände in der Schweiz, Tübingen, Jacob Friedrich Heerbrandt, 1789 ;
- Theses medicæ (1789, in-4°) ;
- De morbis nevricis (1790, in-4°) ;
- Delineatio systematis nosologici naturæ accommodati, Tübingen, Jakob Friedrich Heerbrandt, 1791-1793, 4 vol. in-8° ;
- Meine Wanderungen in der romanischen Schweitz, Unter-Wallis und Savoyen : in den Monaten August und September 1791, Tübingen, Heerbrandt, 1793 ;
- System der Nosologie im Umrisse, Tübingen, Heerbrandt, 1797 ;
- Initia bibliothecae medico-practicae et chirurgicae realis sive repertorii medicinae practicae et chirurgicae, Tübingen, Johann Georg Cotta, 1795-1797 ;
- Pathologie mit allgemeiner Heilkunde in Verbindung gesetzt, Tübingen, Jacob Friedrich Heerbrandt, 1798 ;
- Anmerkungen über die Schrift Cadet de Vaux : Die Gallerte aus Knochen u.s.w., Tübingen, Jakob Friedrich Heerbrandt, 1804 ;
- Literatura medica digesta sive repertorium medicinae practicae, chirurgiae atque rei obstetriciae. Continuatio et supplementum, Tübingen, Johann Georg Cotta, 1808-1814, 5 vol.